# Caen Rugby Club
 (janvier 2023).
Si vous disposez d'ouvrages ou d'articles de référence ou si vous connaissez des sites web de qualité traitant du thème abordé ici, merci de compléter l'article en donnant les références utiles à sa vérifiabilité et en les liant à la section « Notes et références ».
Le Caen Rugby Club est un club de rugby à XV basé à Caen, créé en 1977 et disparu en 2007.

## Historique
Le club est créé en 1977, né de la fusion entre le club du Caen Étudiants Club et la section rugby du Stade Malherbe Caen, via Jacques Germain et Claude Marin[réf. nécessaire]. Il s'installe en 1981 au Chemin Vert, rue d'Alsace à Caen, et se partage entre son historique terrain de compétition le stade Hélitas, proche de l'hôtel de ville, et la Maison du rugby et ses terrains d'entraînement au Chemin au nord/ouest de Caen[réf. nécessaire].
En 1998[réf. nécessaire], le Caen Rugby Club intègre une section féminine de rugby à XV participant au championnat de France féminin. Cette équipe est championne de France en 1998, 1999 et 2002, vice-championne en 2001 et 2003, avant de se séparer du CRC afin de créer un club dédié en mai 2003, l'Ovalie caennaise.
En 1991, des membres du Caen Rugby Club quittent celui-ci pour créer le Caen District Sud, sur le territoire sud de l'agglomération à la Grace de Dieu[réf. nécessaire]. Le club, dont la section masculine est pensionnaire de Fédérale 2 en 2006-2007 et qui a entre-temps changé de nom pour devenir le Caen Sud Rugby, fusionne en 2007 avec le Caen Rugby Club pour créer le Stade caennais rugby club.

## Palmarès
- Championnes de France en 1999, 2000 et 2002
- Vice-championnes de France en 2001 et 2003